# Li Yinhe
Li Yinhe, née le 4 février 1952, est sociologue, sexologue et militante pour les droits LGBT en République populaire de Chine. Elle était mariée à l'écrivain défunt Wang Xiaobo.

## Biographie
Pendant la révolution culturelle et comme 17 millions de jeunes chinois Li Yinhe est envoyée à la campagne pour s’y faire « rééduquer par les paysans pauvres et moyens-inférieurs » selon les directives de Mao Zedong. De cette période elle indique : « Nous n’avons plus fait confiance trop facilement à quiconque. Au début, la personne qui nous a dit d’aller dans le vaste monde pour y être rééduqués, n’avait sans doute pas imaginé quel serait l’effet de cette cruelle décision, quel genre de personnes elle forgerait ainsi. Son idéalisme a formé notre réalisme ; son dogmatisme a engendré notre liberté de pensée ; sa politique d’abrutissement du peuple a été à l’origine de notre indépendance d’esprit ».
De 1974 à 1977 Li Yinhe a étudié l'histoire à l'Université du Shanxi
Li Yinhe et Wang Xiaobo se rencontrent en 1977 alors qu'elle est rédactrice au quotidien Guangming ribao. Ils se marient en 1980. En 1984 le couple part aux États-Unis. Elle étudie à l'université de Pittsburgh et obtient un doctorat de sociologie. Ils reviennent à Pékin en 1988. Wang Xiaobo décède en 1997 d'une crise cardiaque.
Elle enseigne à l’Université de Pékin puis à l’Académie des sciences sociales.
Depuis 2003, Li Yinhe intervient pour la reconnaissance du mariage homosexuel. A trois reprises, elle a proposé le vote d’une loi dans ce sens mais sans succès.
En 2014, après qu'un blogueur l'a accusée d'être une lesbienne « dans le placard », elle réfute cette allégation, s'affirmant hétérosexuelle, et annonce qu'elle vit, depuis dix-sept ans, avec son conjoint Da Xiaun. Li Yinhe indique l'avoir rencontré dans une fête gay, trois mois après la disparition de Wang Xiaobo. Ensemble ils ont adopté et élève un enfant. Cette annonce a fait l'objet de vifs débats au sein de la société chinoise. Pour Le Quotidien du peuple, organe du Parti communiste chinois, « les sujets tels que les homosexuels, les personnes transgenres et le sida, qui étaient auparavant des tabous, [soient] devenus l'objet de débats et [soient] de plus en plus acceptés par la société. Chacun de nous est unique, alors laissons les évolutions sociétales suivre le progrès scientifique. Respecter le choix de Li Yinhe, c'est se respecter soi-même ».

## Les œuvres
- 《中国人的性爱与婚姻 Sex (sexualité et mariage en Chine), Henan People's Press, 1991.
- 《他们的世界 —— 中国群落透视》 (Leur monde: une étude de l'homosexualité en Chine), co-auteur de Cosmos Press, Hong Kong, 1992; Presse populaire de Shanxi, 1993.
- 《生育与中国村落文化》 (Procréation et culture de village chinois), Oxford University Press, Hong Kong, 1993; Presse chinoise des sciences sociales, 1994
- 《性社会学》 (Sexualité humaine), traduit dans Henan People's Press, 1994. Changing
- 《中国婚姻家庭及其变迁》 (Changer le mariage chinois et la famille), Heilongjiang People's Press, 1995.
- 《中国女性的性与爱 Sex (sexualité et amour des femmes chinoises), Oxford University Press, Hong Kong, 1996.
- 《女性权力的崛起》 (Le pouvoir croissant des femmes), Presse de sciences sociales chinoise, 1997.
- 《中国女性的感情与性 Sex (sexualité et amour des femmes chinoises), China Today Press, 1998.
- 《同性恋亚文化》 (sous-culture de l'homosexualité), China Today Press, 1998.
- 《虐恋亚文化》 (sous-culture du sadomasochisme), China Today Press, 1998.
- 《婚姻法修改论争》 (L'argument du changement pour la loi sur le mariage), Guangming Press, 1999
- 《性的问题》 (problème de sexe), Chinese Junior Press, 1999 Sexe · Mariage · Occidental et oriental), Shanxi Normal University Press, 1999
- 《女性主义》 (Féminisme), Taiwan Wunan Press, 2003
- 《性文化研究报告》 (Rapport d'étude sur le sexe), Jiangsu People Press, 2003
- 《女性的感情与性》 (émotion et sexe des femmes), 2003[7]

Li a activement réclamé une plus grande tolérance pour les activités sexuelles non conventionnelles en Chine. Elle pense que le pays connaît de facto une révolution sexuelle et encourage les citoyens à réexaminer les attitudes traditionnelles à l'égard de la promiscuité sexuelle et de l'homosexualité. Elle propose la décriminalisation des orgies et la prostitution (toutes deux sont actuellement illégales en Chine). Elle pense également que la monogamie est une décision personnelle prise par un couple et ne devrait pas être imposée par la loi ou par des pressions sociales. Elle a été l'une des principales conférencières à la Conférence internationale sur les droits de l'homme des LGBT de 2006 à Montréal, Québec, Canada.
Li a également parlé publiquement d'autres questions de justice sociale, telles que la fracture croissante entre zones urbaines et zones rurales en Chine.